# 1213

## أحداث
- بعثة جون ملك إنجلترا الديبلوماسية لسلطان الدولة الموحدية محمد الناصر بالمغرب الأقصى. التي كانت نقطة انطلاق العلاقات المغربية البريطانية.

## مواليد
- العفيف التلمساني
- المستعصم بالله

## وفيات
- ضياء الدين التركستاني - عالِم وفقيه عراقي.
- شرف الدين الطوسي.